# Partibrejkers III
Partibrejkers III je treći studijski album srpskog garage rock/punk rock sastava Partibrejkers, kojeg je objavio Jugodisk 1989. godine. 

## Popis pjesama
Sve pjesme su napisali Zoran Kostić i Nebojša Antonijević.
| 1.    | »Kreni prema meni«   | 2:35 |
| 2.    | »Sun sinca«          | 2:00 |
| 3.    | »Zemljotres«         | 3:00 |
| 4.    | »Ona sve zna«        | 3:38 |
| 5.    | »Najbolje se putuje« | 2:22 |
| 6.    | »Ono što pokušavam«  | 3:16 |
| 7.    | »Hipnotisana gomila« | 2:21 |
| 8.    | »Daleko od srca«     | 3:50 |
| 9.    | »Ja radim teško«     | 2:47 |
| 29:20 |                      |      |

## Sudjelovali na albumu
Partibrejkers
- Dime Todorov "Mune" — bas-gitara
- Igor Borojević — bubnjevi
- Nebojša Antonijević "Anton" — klavijature, gitara, udaraljke
- Zoran Kostić "Cane" — vokal, udaraljke

Dodatno osoblje
- Milan Ćirić — producent
- Vlada Negovanović — mikser
- Petar Miladinović "Pera Joey" — harmonika
- Srđan Marković — omot
- Goran Nikolašević — fotografija

## Vanjske poveznice
- Partibrejkers III na Discogs